# سیارک ۱۹۰۲۵
سیارک ۱۹۰۲۵ (به انگلیسی: 19025 Arthurpetron، نامگذاری:2000SC117) نوزده هزار و بیست و پنجمین سیارک کشف شده‌است که در ۲۴ سپتامبر ۲۰۰۰ کشف شد.
قدر مطلق سیارک برابر ۱۴.۸ است.